# Drum Corps

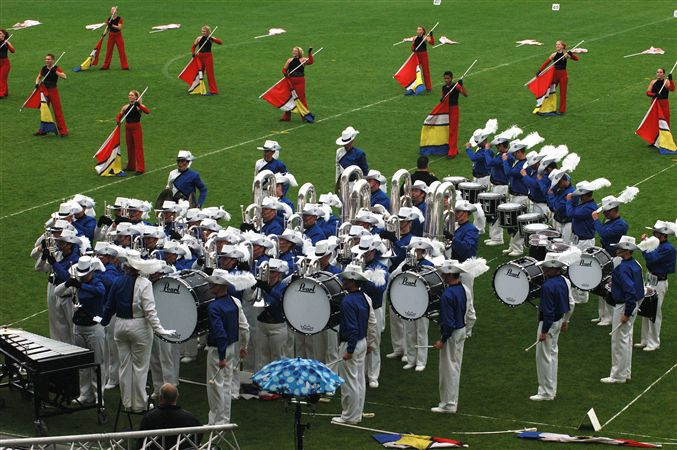
Beatrix Drum & Bugle Corps bei einem Wettbewerb: im Vordergrund die Musikgruppe, hinten die Showtänzer.

Ein Drum and Bugle Corps (auch Drum Corps) ist eine Musikgruppe, die aus Blechbläsern (Brass), Schlag- und Effektinstrumenten (Percussion) und einer Showtanzgruppe (Color Guard) besteht. Das Corps wird abhängig von seiner Größe von ein bis drei Personen (Drummajor) geleitet. Die größten modernen Corps (DCI World Class Corps) dürfen bis zu 154 Spielleute auf dem Feld haben.
Viele Drum Corps studieren jedes Jahr eine neue, etwa 8–12 Minuten lange Show ein, die aus Musik und Choreographie besteht. Corps nehmen an Paraden und Wettkämpfen teil, die von Drum Corps-Vereinigungen organisiert werden. Hier werden die Corps nach musikalischen Gesichtspunkten (Music), choreographischen Aspekten (Visual) und dem Gesamteindruck (General Effect) bewertet. Typische Musikrichtungen einer Show sind Klassik, Jazz, Pop & Rock, Musicals und lateinamerikanische Musik.

## Geschichte

### Ursprünge des modernen Drum Corps
Die Drum and Bugle Corps haben ihren Ursprung in der nordamerikanischen Militärgeschichte, und sie entwickelten sich unabhängig von ähnlichen Formationen wie z. B. der Marching Band. Nach dem Ersten Weltkrieg wurden diese Formationen in den USA häufig von militärischen Organisationen (z. B. Veterans of Foreign Wars, American Legion) getragen und waren deshalb auch in ihrem Auftreten sehr militärisch. Das moderne Drum and Bugle Corps entstand, als in den 1960er Jahren innerhalb einiger Drum Corps der Wunsch nach mehr künstlerischer und auch finanzieller Freiheit aufkam. Diese Bewegung führte zur Gründung zweier neuer Verbände, der Drum Corps Associates (DCA, 1965) und der Drum Corps International (DCI, 1972). 
Damit wurde es möglich, die einschränkenden Wertungsrichtlinien der späten 1960er Jahre zu modernisieren und um neue Elemente zu erweitern. Dazu zählen die Verwendung moderner Instrumente, freiere Tempi, komplexere asymmetrische Formationsbewegungen, raffinierte Guard-Kostüme und Requisiten, und der Einsatz nichtbeweglicher Schlaginstrumente, wie z. B. Marimbaphone. Die ventillosen Naturhörner und Bugles wurden durch moderne chromatische Ventilblasinstrumente (z. B. Trompeten) ersetzt, sodass der Name Drum and Bugle Corps eigentlich veraltet ist: Bugles werden in modernen Corps nicht mehr verwendet.

### Drum Corps in Deutschland
In Deutschland wurden Drum Corps in den 1980er Jahren bekannt. Der in dieser Zeit neugegründete Verband Drum Corps Deutschland (DCD) konnte sich jedoch nur wenige Jahre halten. Viele Drum Corps wurden inaktiv oder verlagerten ihre Aktivitäten, z. B. in die Niederlande. Im September 1998 fanden die ersten German Open in Hameln statt, im Jahr 2002 wurde der Verband Drum Corps Germany gegründet. Der Verband Drum Corps Germany löste sich im Jahre 2010 auf. Seitdem gibt es zwar keinen deutschen Verband mehr, jedoch finden nach wie vor jedes Jahr im September die German Open in Hameln statt.

## Instrumentarium

### Brass
Die Blechbläser-Sektion eines Drum & Bugle Corps (Brass) bestand ursprünglich aus Bugles, also ventillosen Fanfaren in verschiedenen Tonhöhenbereichen (Sopranos, Altos, Baritones). Im Laufe der Jahre führte der Wunsch zu vielfältigerer Einsetzbarkeit dazu, dass die Instrumente mit zunächst einem, später zwei und Ende der 1980er Jahre mit drei Ventilen ausgestattet und auch zu Wettbewerben zugelassen wurden. Sämtliche Instrumente sind Marching Brass-Instrumente, deren Schallstück (Mensur) nach vorn gerichtet ist. 
Bis in die 1990er Jahre waren entsprechend der traditionellen Militärmusik-Stimmung in den USA ausschließlich in G gestimmte Instrumente zugelassen. Vor wenigen Jahren setzten sich dann B- und F-Instrumente durch, wie sie schon seit langem in Marchingbands und Blasorchestern verwendet wurden. Die in G gestimmte Brass-Section wurde in den größeren Corps der USA, Niederlande und Deutschland nach und nach durch B- und F-Instrumente ersetzt. Nur in Großbritannien spielen zahlreiche Corps noch mit G-Instrumenten.
Die typische Brass-Besetzung besteht aus Trompeten, Mellophonen, Baritonen und Tuben. Gelegentlich wird die Standardbesetzung ergänzt durch Euphonien.

### Perkussion
Die Schlag- und Effektinstrumente (Perkussion) sind im modernen Drum Corps in zwei verschiedene, gleichwertige Abteilungen (Sections) unterteilt: das Front Ensemble oder Pit (percussion) und die (back) battery oder Drumline. Das Front Ensemble besteht aus verschiedenen Instrumenten wie Marimbaphone, Xylophone, Vibraphone, Kesselpauken, Trommeln, Becken (Cymbals), Gongs, Drumsets und andere.
Die Drumline besteht aus Spielern, die zusammen mit der Showtanzgruppe und den Blechbläsern über das Feld marschieren, Formationen laufen und dazu musizieren. Meist gehören zu dieser Section vier verschiedene Instrumente: die Snare Drums, die Tenor Drums (Quads, Quints oder Toms), die Bass Drums und gelegentlich Cymbals.
Als Snare Drums werden sogenannte High Tension Snares verwendet, die von den üblichen Marschtrommeln der Spielmanns- oder Fanfarenzügen abweichen. Tenor Drums bestehen aus vier bis sechs relativ hoch und unterschiedlich gestimmten kleinen Trommeln (Toms), was Tenor-Spielern ermöglicht, in begrenztem Maße zusätzlich zum Rhythmus auch melodisch zu spielen. Bass Drums existieren in verschiedenen Größen (von gewöhnlich 18″ bis 32″ Durchmesser) und sind aus denselben Gründen ebenfalls unterschiedlich gestimmt.

## Showelemente

### Color Guard
Die Aufgabe der Color Guard ist, die Musik des Corps visuell zu untermalen, um ihren Eindruck zu verstärken oder neue Eindrücke zu schaffen. Sie verbindet tänzerische und gymnastische Elemente. Dazu gehören präzise ausgeführte Bewegungen ebenso wie das Beherrschen des Umgangs mit verschiedenem Zubehör (equipment work).
Zu den Standardutensilien gehören Fahnen (flags), Gewehr-Attrappen (rifles) und Säbel-Attrappen (sabres), teilweise werden auch Fahnenstangen, Reifen, Bälle und vieles mehr verwendet. Die Uniform der Guard unterscheidet sich oft von der des restlichen Corps.

### Choreographie
Heutige Choreographien (drills) sind sehr komplex und ausgeklügelt. Standardformationen wie Blöcke werden zwar noch verwendet, es dominieren jedoch eher asymmetrische Figuren. Bei den verwendeten Choreographien können folgende Arten unterschieden werden: linear, statisch, formorientiert und bewegungsorientiert. Choreographien können in sehr unterschiedlichen Geschwindigkeiten geschrieben sein, um beispielsweise eine fließende, schlangenartige Bewegung darzustellen oder aber eine Reihe schnell wechselnder, verschiedener Formen zu erzeugen. Ebenso werden häufig geometrische Figuren, wie Quadrate, Dreiecke und Kreise, oder aber Symbole, wie Kreuze oder Sterne, gelaufen. Ebenso wichtig wie die Bewegungen sind die sogenannten Stand Stills. Dies sind für gewöhnlich Höhepunkte, sehr laute oder anspruchsvolle Teile oder andere dramatische Momente der Show, deren Effekt durch einen plötzlichen Stillstand des gesamten Corps (oder einzelner Teile) verstärkt wird.

### Lauftechnik
Die in Drum Corps zum Laufen und Marschieren verwendete Lauftechnik dient dem Zweck, sich fließend zu bewegen und den Oberkörper ruhig zu halten, damit die Spieler beim Laufen zu allen möglichen Tempi und in alle möglichen Richtungen musikalische Präzision wahren können. Hierfür rollen die Laufenden den Fuß vom Hacken zu den Zehenspitzen ab (heel-toe rollstep). Die Schrittlänge sollte 57 cm betragen. Definiert wird die Schrittlänge nach dem "eight to five mode". Drum Corps lernen die Choreographien i. d. R. auf einem American Football Field. Die vertikalen Yard Linien, welche beim Football den Raumgewinn markieren sind im Abstand von 5 Yard (4,57 m) angeordnet. Acht Schritte auf 4,57 m ergeben ca. 57 cm. Ausnahme ist der sogenannte Jazzrun, der benutzt wird, wenn eine größere Entfernung auf dem Feld zu überwinden ist.
Da die Instrumente ihren Klang nach vorne aussenden, kommt die Musik am besten auf der Tribüne an, wenn die Oberkörper der Musiker während der ganzen Show nach vorne Richtung Publikum zeigen. Blechbläser drehen also ihren Unterkörper in die Richtung ihrer Bewegung während sie den Oberkörper zur Tribüne gerichtet halten. Dies ist den Schlagzeugern (Drumline) aufgrund ihrer Instrumente nicht möglich. Stattdessen laufen sie seitlich (crab step) und kreuzen beim Seitwärtsgehen immer ein Bein über das andere. Rückwärts gehen alle Spieler i. d. R. auf Zehenspitzen, da dies die flüssigsten Bewegungen ermöglicht. Für die Showtanzgruppe gelten diese Richtlinien nicht, sie schauen in die Richtung, die ihnen die Choreographie vorschreibt.